# Jonas Christoph Lutz
Jonas Christoph Lutz (* 30. Dezember 1757 in Schmalkalden; † August 1815 in Kassel) war ein deutscher Kaufmann und Abgeordneter.

## Leben
Lutz lebte als Kauf- und Handelsmann in Schmalkalden, wo er auch Bürgermeister war. 1815 war er Mitglied des Landtages des Kurfürstentums Hessen-Kassel für die Schmalkalden und die Städte des Werrastroms. Nach seinem Tod wurde Johann Christoph Vogeley für ihn Abgeordneter.